# Сарыомир
Сарыомир (каз. Сарыөмір) — село в Теректинском районе Западно-Казахстанской области Казахстана. Административный центр Шалкарского сельского округа. Код КАТО — 276275100.

## Население
В 1999 году население села составляло 1224 человека (602 мужчины и 622 женщины). По данным переписи 2009 года, в селе проживали 1252 человека (630 мужчин и 622 женщины).

## Известные уроженцы
- Хамза Есенжанов (1908—1974) — советский казахский писатель, автор трилогии «Ак жайык» («Яик — светлая река») — государственная премия Казахской ССР (1967). В селе установлен бронзовый бюст писателя (2018)[3].